# Ángel Colla
Ángel Dario Colla Anacoreto (nascido em 8 de setembro de 1973) é ex-um ciclista olímpico argentino. Colla representou sua nação nos Jogos Olímpicos de Verão de 1992 (Barcelona) e 1996 (Atlanta).